# Bos-zandspinnendoder
De bos-zandspinnendoder (Arachnospila silvana) is een vliesvleugelig insect uit de familie van de spinnendoders (Pompilidae). De wetenschappelijke naam van de soort is voor het eerst geldig gepubliceerd in 1886 door Kohl.